# 薩林縣 (內布拉斯加州)
薩林縣（英語：Saline County）是美國內布拉斯加州東南部的一個縣。面積1,492平方公里。根據美國2000年人口普查，共有人口13,843人。縣治威爾伯 (Wilber)。
建於1855年，縣政府成立於1867年，來自當地有帶鹹味的泉水的傳說。